# کرتنو گلجی
کرتنو گلجی (به ایتالیایی: Corteno Golgi) یک کومونه در ایتالیا است که در استان برشا واقع شده‌است. کرتنو گلجی ۸۲٫۵۹ کیلومتر مربع مساحت و ۲٬۰۳۹ نفر جمعیت دارد و ۹۲۵ متر بالاتر از سطح دریا واقع شده‌است.